# Martha Jungwirth
Martha Jungwirth (* 15. Jänner 1940 in Wien) ist eine österreichische Malerin.

## Biografie
Jungwirth studierte 1956 bis 1963 an der Universität für angewandte Kunst Wien, wo sie von 1967 bis 1977 auch lehrte. 1968 bildete sie mit Franz Ringel, Peter Pongratz, Wolfgang Herzig, Robert Zeppel-Sperl und Kurt Kocherscheidt die Gruppe „Wirklichkeiten“.
Die Gruppe reklamierte gegenüber dem damals international dominierenden Informel eine gesellschaftsrelevantere, realistische Malerei. Jungwirth selbst arbeitete allerdings stets an der Grenze zwischen abstrakter und gegenständlicher Malerei. Nach diesen ersten Erfolgen in den 1960er Jahren lebte Martha Jungwirth für einige Monate in New York, kehrte aber dann nach Österreich zurück. Von 1969 bis zu dessen Tod 1990 war sie mit dem Kunsthistoriker und Museumsdirektor Alfred Schmeller verheiratet.
Jungwirths Werke wurden mehrfach in großen Ausstellungen gezeigt, u. a. auf der documenta 6 (1977), in der Kunsthalle Krems 2014 und als Personale in der Albertina (2018). Für die Saison 2019/2020 in der Wiener Staatsoper gestaltete Jungwirth im Rahmen der von museum in progress konzipierten Ausstellungsreihe „Eiserner Vorhang“ das Großbild (176 m²) „Das trojanische Pferd“.
Martha Jungwirth lebt und arbeitet in Wien und Neumarkt an der Raab. Im Zentrum ihrer Arbeit steht das Aquarell.

## Preise und Auszeichnungen
- 1964: Preis des Theodor-Körner-Stiftungsfond
- 1966: Joan-Miró-Preis (Barcelona)
- 1969: Erster Preis für Malerei der 20. Österreichischen Jugendkulturwochen (ÖJKW) in Innsbruck
- 1973: Förderpreis der Stadt Wien
- 1974: Preis der Grafik-Biennale Florenz
- 1980: DAAD-Stipendium des Berliner Künstlerprogramms
- 1982: Preis des österreichischen Bundesministeriums für Unterricht und Kunst
- 1986: Preis der Stadt Wien für Bildende Kunst
- 2012: Österreichisches Ehrenzeichen für Wissenschaft und Kunst
- 2018: Oskar-Kokoschka-Preis[3]
- 2021: Großer Österreichischer Staatspreis[4]